# Michael Ryssel
Michael Ryssel OSB (* in Ulm; † 19. Dezember 1469 in Ochsenhausen) war der 3. Abt der späteren Reichsabtei Ochsenhausen im heutigen Landkreis Biberach in Oberschwaben.

## Leben

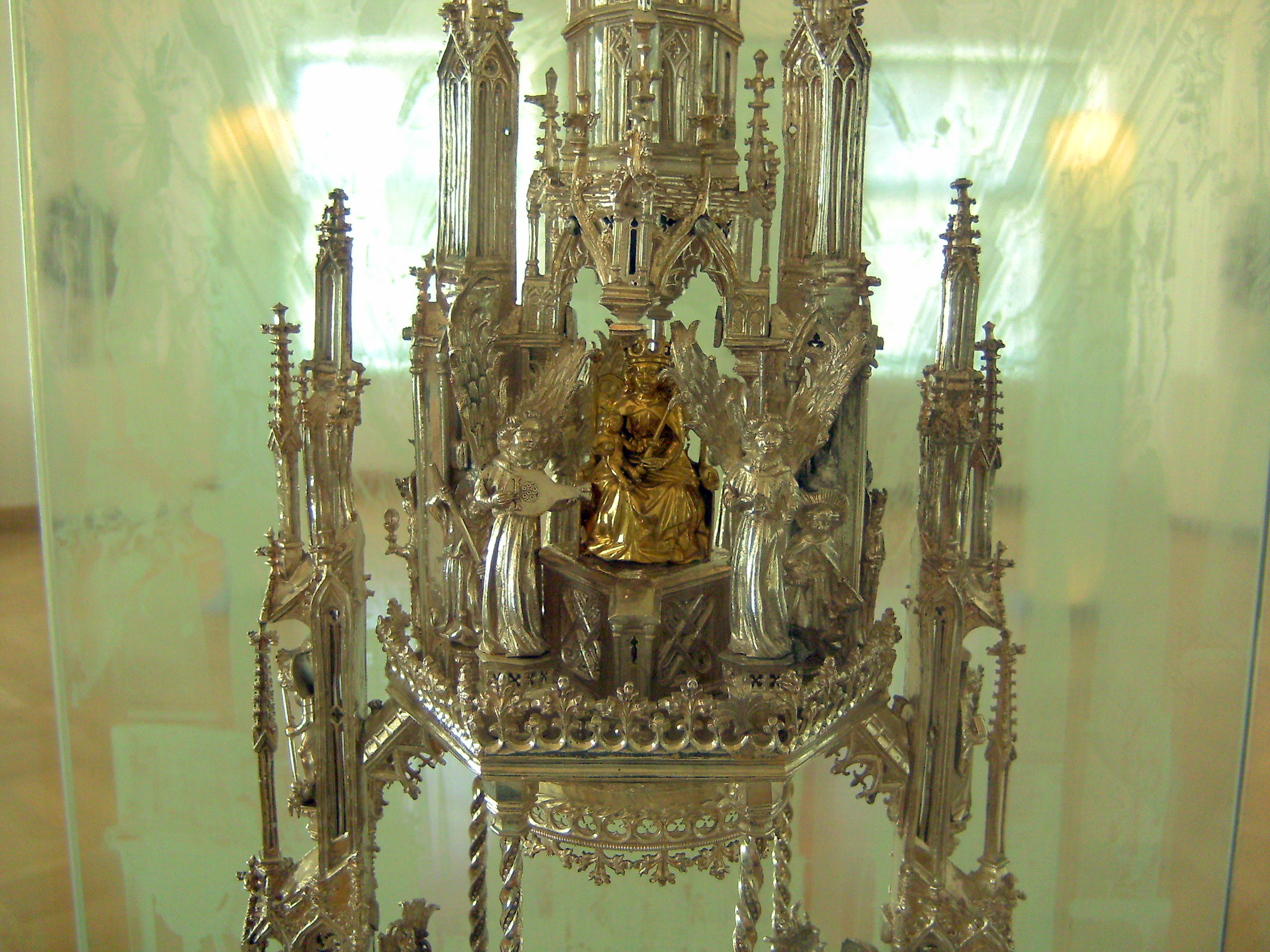
Detail einer gotischen Turmmonstranz

Michael Ryssel war der Sohn einer reichen Patrizierfamilie aus Ulm. Für Ryssel kam die Wahl zum Abt überraschend. Am 10. März 1434, als er noch auf dem Konzil von Basel weilte, wurde er zum Abt gewählt. Als er von dem Konzil nach Ochsenhausen zurückkam, empfingen ihn Konvent und Bevölkerung mit Glockengeläut.
Mit geringem Aufwand ließ er einen höheren Kirchturm errichten und diesen mit größeren Glocken versehen sowie den gotischen Kreuzgang und die Prälatur bauen. Neben dem Turm ließ er eine gotische Kapelle erbauen und dem Ordensgründer Benedikt von Nursia weihen. Die baufällige Friedhofskapelle St. Veit, in der die Stifter des Klosters begraben waren, baute er von Grund neu auf und versah sie mit drei Altären.
Im Mittelpunkt seiner Zeit als Abt stand die Aufrechterhaltung der Disziplin und der Ordensregeln innerhalb des Konvents. Der Spinnfeind aller Orden war das Privateigentum der einzelnen Mönche. Das Kapitel dreiunddreißig der Regula Benedicti gibt dahingehend klare Anweisungen über den Umfang des Privateigentums der Mönche. Und keiner Maße sich an, ohne die Erlaubnis des Abtes etwas zu geben oder anzunehmen, steht dort in Abschnitt zwei. Geisenhof führt in seiner Chronik weiter aus, dass Papst Nikolaus V. bestimmte Fastenregeln für die geistlichen Territorien und die gesamte lateinische Christenheit lockerte. Es war nun möglich an Fasttagen Milchspeisen zu sich zu nehmen, mit Ausnahme der Karwoche.
Er erwarb erstmals gedruckte Bücher für die Bibliothek des Klosters, kaufte ein weiteres Weingut bei Markdorf und erwarb von der Gemeinde Baustetten einen Teil des Zehnten der jährlichen Fruchtabgabe. Erlenmoos und Eichbühl wurden von der Gemeinde Reinstetten getrennt und nach Ochsenhausen umgepfarrt. Geisenhof beschreibt in seinem Buch das wirtschaftliche Umfeld während der Amtszeit Abt Michaels. Er vermerkt eine hohe Kaufkraft aufgrund geringer Fruchtpreise. Der Indikator für die Beurteilung der wirtschaftlichen Situation war, dass der Malter Roggen nur 26 Kreuzer und die Maß Neckarwein sechs Pfennige gekostet hat.
Am 8. Juni 1468 resignierte Abt Michael und verstarb im darauffolgenden Jahr am 29. Dezember 1469. In seiner neugebauten Benedikt-Kapelle hatte ihm ein Bürger von Ulm namens Johannes Mischold schon am Beginn seiner Amtszeit eine einfache Grabstätte gestiftet, auf der stand: Haec est Sepultura Michaelis, tertii Abbatis hujus Monasteri.